# Писаренко Ніна Дмитрівна
Ніна Дмитрівна Писаренко (нар. 18 вересня 1937, Фастів) — бандуристка, учениця В. Кабачка, народна артистка України (1990), лауреат Державної премії України ім. Т. Г. Шевченка.

## Життєпис
У репертуарі колективу виконувалися наступні твори: Г. Подельського — «Люблю тебе, мій краю рідний», І. Шамо «Червона ружа», «Ой, вербиченько», «Чебреці»), О. Білаша «Серед літа», «Вишня», І. Сльоти «Ми на човні», В. Соловйова-Сєдого «Солов'ї», Є. Козака «Над річкою бережком», А. Пашкевича «Синові», слова В. Симоненка; українські народні пісні в обробці — «Соловейко» М. Кропивницького, «Ішов козак потайком», «Баркарола» М. Лисенка; романси П. Чайковського, А. Кос-Анатольського, пісні Д. Шостаковича.
Є автором спогадів «Там де Ятрань круто в'ється» в книзі «Бандуристе, орле сизий… Віночок спогадів про В. А. Кабачка».